# Polizei (Ungarn)

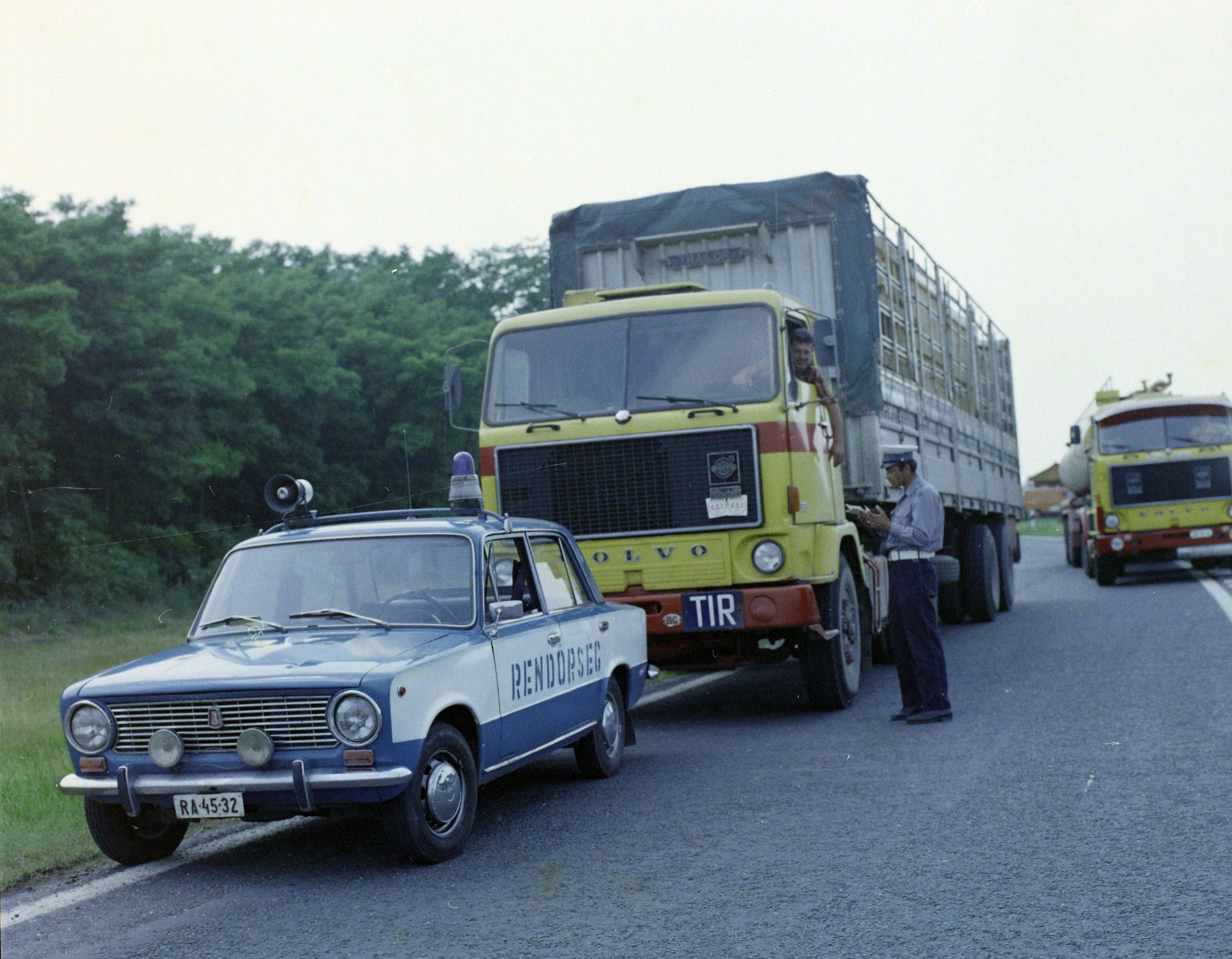
Kontrolle der ungarischen Polizei 1978

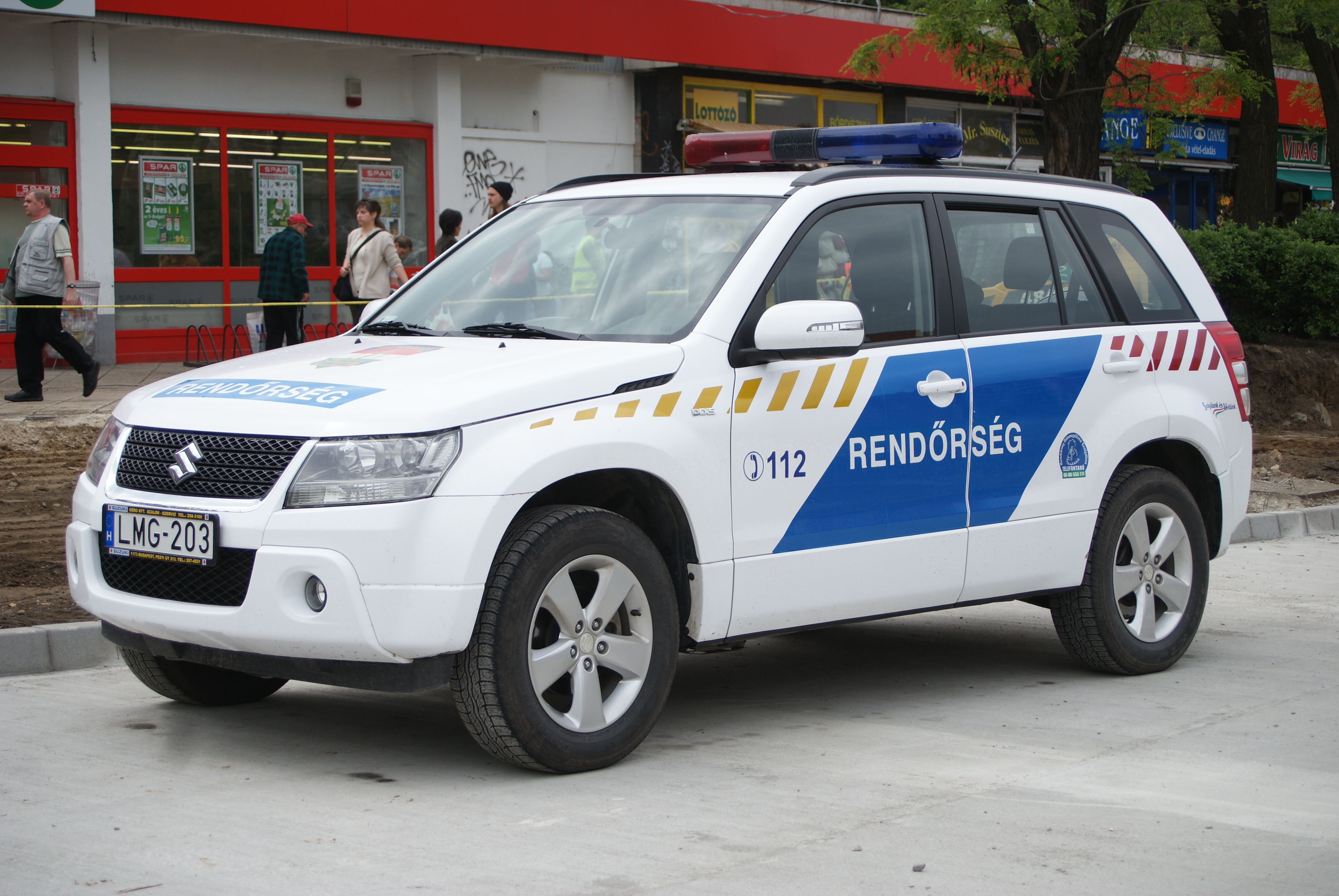
Suzuki Grand Vitara der ungarischen Polizei

Rendőrség ist die Nationale Polizei Ungarns, die teilweise nach militärischen Gesichtspunkten organisiert ist, wobei die meisten Dienstzweige heute auf „ziviler“ Basis organisiert sind. Sie hat eine landesweite Struktur und ist dem ungarischen Innenministerium unterstellt.
Daneben existieren seit 2011 noch Nemzeti Védelmi Szolgálat (Nationaler Schutzdienst) mit knapp über 400 Personen und Nemzetbiztonsági Szakszolgálat (Nationale Sicherheitsdienst) mit circa 2000 Personen. Alkotmányvédelmi Hivatal ist das Verfassungsschutzbüro.

## Kennzeichnungspflicht
Siehe auch
Nach dem Polizeirecht besteht eine Kennzeichnungspflicht für Polizeibeamte. Die Polizisten tragen einen Ausweis auf der linken Vorderseite der Uniform und rechts ein Namensschild sowie den Dienstgrad. Ausnahmen sind zulässig, wenn der Erfolg des Polizeieinsatzes oder die Polizeibeamten gefährdet sind.
In Fällen, in denen z. B. das Tragen einer speziellen Ausrüstung notwendig ist, wird die Ausweisnummer auf der rechten Vorderseite der Uniform getragen. Die Nummer ist 1 cm hoch und in heller Schrift.

## Geschichte
Die Anfänger der ungarischen Polizei gehen bis zur Ungarische Revolution 1848/1849 zurück. Im Jahr 1881 nahm die militärisch organisierte Ungarische Königliche Polizei (Magyar Királyi Csendőrség) ihre Tätigkeit auf. Sie war dem Innenminister und dem Kriegsminister unterstellt. Bis 1910 überstieg die Zahl der Gendarmen 10.000. 1921 wurde die Position eines nationalen Polizeichefs geschaffen.
Rendőrség wurde 1955 zur Zeit der Ungarischen Volksrepublik gegründet und war offiziell als Magyar Népköztársaság Rendőrsége bekannt. 1990 wurde sie aufgelöst und noch im selben Jahr als Rendőrség wieder gegründet. Am 1. Januar 2008 verabschiedete das Parlament ein Gesetz, durch die der Grenzschutz mit der Nationalen Polizei (Rendőrség) zusammengelegt wurde. Viktor Orbán hat 2022 die Schaffung eines neuen Grenzschutzkorps angekündigt.
Nationale Polizeichefs seit 1990:
- Győző Szabó (1990–1991)
- Sándor Pintér (1991–1996)
- László Forgács (1996–1998)
- Péter Orbán (1998–2002)
- László Salgó (2002–2004)
- László Bene (2004–2007)
- József Bencze (2007–2010)
- József Hatala (2010–2013)
- Károly Papp (2013–2018)
- János Balogh (2018–)

## Organisation
Rendőrség mit knapp 40.000 Beamten und Angestellten ist die größte staatliche Sicherheitsbehörde in Ungarn. Rendőrség hat regionale Gliederungen in allen Landesteilen mit Stützpunkten in:
- Budapest
- Baranya
- Bács-Kiskun
- Békés
- Borsod-Abaúj-Zemplén
- Csongrád
- Fejér
- Győr-Moson-Sopron
- Hajdú-Bihar
- Heves
- Jász-Nagykun-Szolnok
- Komárom-Esztergom
- Nógrád
- Pest
- Somogy
- Szabolcs-Szatmár-Bereg
- Tolna
- Vas
- Veszprém
- Zala

Zusätzlich zu den regulären Revieren existieren Kasernen der Bereitschaftspolizei (Készenléti Rendőrség).